# Живець (пиво)

Пляшка пива «Живець»

Жи́вець, або полонізована форма Жи́вєц (пол. Żywiec) — одна з найпопулярніших польських марок пива. 
Назва напою походить від назви міста Живець, де пиво виробляється від 1856 року. 
Пиво типу лагер. 
У теперішній час пиво випускає компанія «Browar w Żywcu», яка належить до групи компаній Grupa Żywiec SA. Пиво випускають у пляшках 0,33, 0,5 i 0,65 літра, та в банках 0,5 літра.